# Ізоморфізм порядку
У теорії порядку, ізоморфізм порядку — це особливий різновид монотонної функції, що формує підхоже поняття ізоморфізму для частково впорядкованих множин. Коли дві частково впорядковані множини пов'язані ізоморфізмом порядку їх можна вважати по суті однаковими у сенсі, що кожен з порядків можна отримати з іншого просто перейменуванням елементів.

## Приклади
- Якщо {\displaystyle S={1,2}} і {\displaystyle T={3,15}} зі стандартним порядком, тоді {\displaystyle f:S\rightarrow T} задана як {\displaystyle f(1)=3} і {\displaystyle f(2)=15} це ізоморфізм порядку.
- {\displaystyle g:\mathbb {N} \rightarrow \mathbb {N} _{+}} із {\displaystyle g(n)=n+1} це ізоморфізм порядку за умови стандартного порядку.
- Нехай {\displaystyle N\cup \{\omega \}} має порядок, в якому {\displaystyle n<\omega } для всіх натуральних чисел {\displaystyle n.} У такому разі не існує ізоморфізму порядку між {\displaystyle \mathbb {N} } і {\displaystyle \mathbb {N} \cup \{\omega \}.}